# Live at the Orpheum
Live at the Orpheum – album koncertowy King Crimson, wydany 13 stycznia 2015 roku nakładem Discipline Global Mobile jako CD, LP oraz CD i DVD.

## Album

### Historia
Na potrzeby trasy koncertowej King Crimson z 2014 roku stworzony został zespół, w którego skład weszli zarówno nowi jak i powracający muzycy. Wśród tych ostatnich znaleźli się: saksofonista i flecista Mel Collins oraz basista Tony Levin. Nowością byli trzej perkusiści: Pat Mastelotto, Bill Rieflin i Gavin Harrison. Koncepcję taką Robert Fripp przedstawił jeszcze we wrześniu 2013 roku. Cechą charakterystyczną wspomnianego przez niego siedmioosobowego składu (uzupełnionego o gitarzystę i wokalistę Jakko Jakszyka) było usytuowanie perkusistów i basisty na pierwszym planie (Front Line); pozostali trzej muzycy mieli tworzyć zaplecze (Back Line). Program koncertów składał się w przeważnie z utworów, które nie były wykonywane na żywo od lat 70..

### Lista utworów
Lista i informacje według Discogs:
| 1. | Walk On: Monk Morph Chamber Music (Collins, Fripp, Levin)   | 2:34  |
|    |                                                             |       |
| 2. | One More Red Nightmare (Wetton, Fripp)                      | 6:07  |
|    |                                                             |       |
| 3. | Banshee Legs Bell Hassle (Harrison)                         | 1:40  |
|    |                                                             |       |
| 4. | The ConstruKction Of Light (Belew, Mastelotto, Fripp, Gunn) | 6:32  |
|    |                                                             |       |
| 5. | The Letters (Sinfield, Fripp)                               | 4:57  |
|    |                                                             |       |
| 6. | Sailor's Tale (Fripp)                                       | 6:51  |
|    |                                                             |       |
| 7. | Starless (Bruford, Cross, Wetton, Palmer-James, Fripp)      | 12:15 |
|    |                                                             |       |
|    |                                                             | 40:56 |
|    |                                                             |       |

| 1. | Walk On: Monk Morph Chamber Music (Collins, Fripp, Levin)   | 2:34  |
|    |                                                             |       |
| 2. | One More Red Nightmare (Wetton, Fripp)                      | 6:07  |
|    |                                                             |       |
| 3. | Banshee Legs Bell Hassle (Harrison)                         | 1:40  |
|    |                                                             |       |
| 4. | The ConstruKction Of Light (Belew, Mastelotto, Fripp, Gunn) | 6:32  |
|    |                                                             |       |
| 5. | The Letters (Sinfield, Fripp)                               | 4:57  |
|    |                                                             |       |
| 6. | Sailor's Tale (Fripp)                                       | 6:51  |
|    |                                                             |       |
| 7. | Starless (Bruford, Cross, Wetton, Palmer-James, Fripp)      | 12:15 |
|    |                                                             |       |
|    |                                                             | 40:56 |
|    |                                                             |       |

- muzyka – King Crimson
- koncert zarejestrowany 30 września i 1 października 2014 roku w Orpheum Theatre, Los Angeles,

### Muzycy
- Robert Fripp – gitara
- Jakko Jakszyk – gitara, śpiew
- Tony Levin – gitara basowa, Chapman stick
- Pat Mastelotto – perkusja
- Gavin Harrison – perkusja
- Bill Rieflin – perkusja
- Mel Collins – saksofon, flet

### Pozostałe informacje
- zdjęcia – Scarlet Page, Tony Levin

## Odbiór

### Opinie krytyków
| Oceny łączne      | Oceny łączne |
| Publikacja        | Ocena        |
| ----------------- | ------------ |
| Album of the Year | 77/100       |
| Metacritic        | 75/100       |
| Recenzje          |              |
| Publikacja        | Ocena        |
| All About Jazz    | [ 6 ]        |
| AllMusic          | [ 2 ]        |
| Mojo              | [ 7 ]        |
| PopMatters        | 7/10         |
| Prog Archives     | 3.10/5.0     |
| RYM               | 3.47/5       |
| Sputnikmusic      | 3.5/5.0      |

Sean Westergaard z AllMusic jest zdania, iż „Live at the Orpheum to seria jasnych punktów, ale jacy fani mogliby pomyśleć, że kiedykolwiek usłyszą 'Sailor's Tale' w wykonaniu na żywo? 'Starless' jest oszałamiające. Jedynym rozczarowaniem jest to, że album zawiera w zasadzie tylko pięć piosenek”.
W opinii Johna Kelmana z magazynu All About Jazz album „Live at the Orpheum „dokładniej dokumentuje to, jak brzmiał King Crimson w 2014 roku (…) jest to świetne przypomnienie dla tych, którzy widzieli trasę, jak wyjątkowe było to wcielenie, a jednocześnie pozwala tym, którzy nie byli w stanie załapać się na koncerty, zorientować się, o co był cały ten szum.”.
Recenzent magazynu Sputnikmusic zaliczył Live at the Orpheum do głównych piętnastu albumów koncertowych King Crimson. Stwierdził jednak, iż „trwający skromne czterdzieści minut Orpheum pozostawia wiele do życzenia słuchaczom, którzy liczyli na coś więcej. Przy tak krótkim czasie trwania, Orpheum ledwie pokrywa repertuar koncertowego materiału zespołu, zawierając jedynie sześć utworów i obowiązkowy 'walk-on' ('utwór na wejście') – 'Monk Morph Chamber Music', wykorzystany do przedstawienia zespołu i rozpoczęcia jego występu na żywo".
Również John Garratt z magazynu PopMatters zauważa, iż „siedem utworów trwających prawie 41 minut to jak na standardy King Crimson niewiele”. Stwierdza przy tym, że zespół „od około dwudziestu lat intensywnie eksploatuje albumy koncertowe i większość z nich jest gigantyczna”. Ostateczny wpływ na to, co znajdzie się na Live at the Orpheum miał, jego zdaniem, Jakko Jakszyk. Wyraża jednocześnie nadzieję, że album to „szybki rzut oka na tylne drzwi, prawdopodobnie przedstawiający zespół, który jest już gotowy, by ruszyć w przyszłość”.
Podobną opinię wyraża też John Bungey z miesięcznika Mojo: „Jeśli nie przeszkadza ci brak nowych utworów, jedynym prawdziwym zarzutem jest to, że zestaw ten trwa zaledwie 41 minut. Proszę o nieco więcej”.

Albumy koncertowe są nieuchronnie produktami konkretnego czasu i miejsca, a Live at The Orpheum czasami brzmi jak zespół wciąż testujący swoje granice, raczej przyjemnie biegły niż definitywnie niesamowity. Ale trudno jest pomyśleć o jakiejkolwiek innej grupie w tym wieku, która wciąż brzmi tak witalnie i przyszłościowo.

### Listy tygodniowe
| Kraj              | Lista              | Pozycja |
| ----------------- | ------------------ | ------- |
| Stany Zjednoczone | Tastemaker Albums  | 25      |
| Stany Zjednoczone | Independent Albums | 28      |
| Stany Zjednoczone | Top Rock Albums    | 39      |